# Гіга-Шанхай
30°52′ пн. ш. 121°46′ сх. д. / 30.87° пн. ш. 121.77° сх. д.
Тесла Гіга-Шанхай (кит.: 特斯拉上海超级工厂, або Гігафабрика 3) — завод у Шанхаї, Китай, під орудою Tesla, Inc На початок 2020-х на заводі проводиться фінальна збірка Tesla Model 3, також планується виробництво Tesla Model Y, постачання Model Y намічені на січень 2021 року. Початкова мета заводу — 3000 електромобілів на тиждень, в кінцевому підсумку планується виробництво 250 000 електромобілів на рік Перші зібрані Model 3 були поставлені у грудні 2019, всього через дванадцять місяців після того, як Tesla почала проводити атестацію на Гігафабриці у грудні 2018
Міський уряд Шанхая схвалив Будівництво заводу у липні 2018 року, а у жовтні 2018 року був підписаний договір про довгострокову оренду близько 86 га землі. Будівництво було розпочато у грудні 2018 року зі встановлення огорожі і офісних приміщень. До серпня 2019 року головна будівля заводу зі складання автомобілів була майже завершена, і виробнича лінія була встановлена як для акумуляторів, так і для автомобілів. Завод почав первинне виробництво автомобілів Tesla Model 3 у жовтні 2019 а додаткові виробничі потужності для двигунів, сидінь і силових агрегатів почали будувати наприкінці 2019 року з очікуваним завершенням до березня 2020 року.
Tesla також набирає команди інженерів і дизайнерів в Китаї.[джерело?]

## Опис
Завод знаходиться у районі Пудун, на заході межує з районом Фенсянь.

## Історія

### Передмова
Компанія Tesla (Шанхай) була офіційно заснована 8 травня 2018 року зі статутним капіталом в 100 мільйонів юанів і повністю належить Tesla Motors Hong Kong У липні 2018 року генеральний директор Tesla Ілон Маск підписав угоду з регіональним урядом Шанхая про будівництво своєї третьої у світі і першої у Китаї Гігафабрики..
8 серпня 2018 року Pudong New Area Planning and Land Administration оголосила про експроприацію Shanghai [2018] № 090 з датою закриття заперечень 14 серпня 2018 року і завершенням робіт, заплановані на 20 серпня 2018 року. 26 вересня 2018 року було оголошено торги на знову придбані ділянки Q01-05 у районі, позначеному як 04PD-0303, з обмеженням використання землі для виробництва електромобілів з мінімальними інвестиційними вимогами. Потреба в інвестиціях у розмірі 10,85 мільйонів юанів за мǔ (666,7 м²) прирівнювалася до загальних мінімальних інвестицій у розмірі 14 млрд юанів (2 млрд доларів США)

### Купівля землі
Процес торгів відбувся з 17 по 26 жовтня 2018 року за умови, що якщо до 11:30 17 жовтня 2018 року буде тільки один учасник, який відповідає вимогам, то процес може бути закритий і завершений достроково. Tesla виграла довгострокову оренду 86 га землі у Лінганзі, Шанхай, 17 жовтня Tesla (Shanghai) була єдиним учасником торгів, та запропонували 973 млн китайських юанів за 50-річну оренду 864 885 м² (86,5 га) з капіталом, що надійшли від місцевих китайських банків. Шанхайський договір про передачу землі № 14 вимагав з Tesla (Shanghai), щоб будівельні роботи мали початися протягом 6 місяців і були завершені протягом 30 місяців, виробництво почалося через 36 місяців, а повні мінімальні податкові надходження виплачувалися через 60 місяців. Передача землі була запланована на 12 грудня 2018 року і обмежує максимальний розмір надземних будівель площею 1 729 770 м² з максимальною висотою 30 м. До 60 541 м² площі можуть бути використані для невиробничих офісних будівель. На першому етапі проекту будуть виробляти автомобілі Tesla Model 3 і Tesla Model Y із запланованою продуктивністю 250 000 електромобілів на рік. Tesla заявила, що планує в кінцевому підсумку виробляти на цьому об'єкті 500 000 електромобілів на рік.
Громадська консультація по впливу на навколишнє середовище на 1 етапі проекту була відкрита 24 жовтня 2018 року і розрахована на десять робочих днів. Капітальні витрати, що покривають покупку землі і початкові витрати на проектування Гігафабрики 3 планувалося провести у четвертому кварталі 2018 року Цієй купівлі сприяв кредит від китайських банків, а наприкінці 2019 року вона була конвертована у кредит в розмірі 1,4 мільярда доларів, також наданий китайськими банками.

### Будівництво
Міським урядом Шанхая було видано дозвіл на будівництво, який дозволяє початок робіт після 29 грудня 2018 року. Підрядник проекту — China Construction Third Engineering Bureau Co., Ltd., що входить до складу великої державної будівельної компанії China State Construction Engineering.
До грудня 2018 року на об'єкті велися будівельні роботи з планування ділянки. Мер Шанхая Ін Юн відвідав це місце 5 грудня. Дочірня компанія China Minmetals готувалася до закладки фундаменту. Shanghai Construction Group була однією з компаній, які подали заявки на частину більшого будівельного контракту.
7 січня 2019 року відбулася церемонія закладки фундаменту. До березня на деяких ділянках великого об'єкту були проведені фундаментні роботи і початок спорудження споруди, причому бригади працювали на місці в декілька змін, щоб прискорити будівництво.
До початку серпня 2019 року екстер'єр будівлі був майже завершений, а будівля загального збирання оснащувалося виробничим обладнанням, виробництво планувалося розпочати у листопаді 19 серпня завод отримав «акт комплексного прийняття».
Під час щоквартальної телефонної розмови з інвесторами за 3 квартал 2019 року 23 жовтня 2019 року Tesla повідомила, що випереджає графік введення заводу у виробництво. Більш того, він був побудований всього за десять місяців, готовий до виробництва і був побудований приблизно на 65 % з меншими капітальними витратами на одиницю виробничих потужностей, ніж виробнича система Model 3 в США. До жовтня 2019 року розпочато генеральне складання перших Tesla Model 3, причому 30 % автомобілів припадало на Китай..

## Виробництво
Giga Shanghai на початок 2020-х займається остаточним збиранням автомобілів Model 3, яке розпочато у грудні 2019 року, очікується, що остаточне складання Tesla Model Y почнеться пізніше в 2020 році. Хоча спочатку складання здійснюється за допомогою деталей і вузлів, які поставляються на завод з США, основним завданням у 2020 році буде поступове збільшення зроблених в Китаї деталей у складі вироблених автомобілів в міру розвитку виробництва Станом на березень 2020 року виробництво Tesla Model Y заплановано на січень 2021 року. Виробнича потужність виробничої лінії Гіга Шанхай націлена на 5 000 автомобілів на тиждень, і якщо вона буде досягнута і збережена, то можна досягти річної потужності виробництва понад 250 000 автомобілів на рік. Як тільки завод буде повністю побудований і виробництво повністю збільшиться, Tesla планує вийти на щорічну виробничу потужність близько 500 000 автомобілів для китайських споживачів
Транспортні вантажні причіпні установки вивезли автомобілі до початку грудня 2019, перші 15 автомобілів з нового заводу були доставлені 30 грудня 2019 року співробітникам Tesla. Перші автомобілі, вироблені на Гігафабриці було доставлено 7 січня 2020 року китайським покупцям На початку 2020 року об'єм виробництва становив приблизно 1000 автомобілів на тиждень за одну зміну робочих, а загальна потужність виробничої лінії становила 2000 автомобілів на тиждень, включаючи суботню понаднормову роботу.
Гігафабрика у Шанхаї була тимчасово закрита приблизно на два тижні за розпорядженням уряду 29 січня 2020 року через пандемію COVID-19. Виробництво було відновлено 10 лютого, як і для постачальників та інших компаній по всій країні Було прийнято низку запобіжних заходів для запобігання поширенню вірусу тому попередні плани вказують на те, що Tesla може додати другу зміну виробництва до початку другого кварталу 2020 року, що збільшить пропускну здатність лінії приблизно до 3500 автомобілів на тиждень До кінця року потужність досягла 8000 автомобілів на тиждень, у деяких з них кермо було встановлено з правого боку за для експорту